# Dualita (elektrotechnika)
Dualita elektrotechniky je označení pro párové přiřazení pojmů, které je projevem vztahu a přetváření mezi napětím a proudem. Takto vytvořený duální vztah má stejnou formu a důvody, jako můžeme nalézt u vztahu duality elektřiny a magnetismu.
Částečný seznam elektrických dualit:
- napětí – proud
- paralelní – sériové zapojení
- odpor – vodivost
- impedance – admitance
- kapacita – indukčnost
- reaktance – susceptance
- zkrat – rozpojený obvod (resp. otevřený obvod)
- Kirchhoffovy zákony: proudu – napětí
- Théveninova věta – Nortonův teorém

## Historie
Použití duality v teorii obvodů publikoval Alexander Russell v roce 1904.